# Josef Wirmer

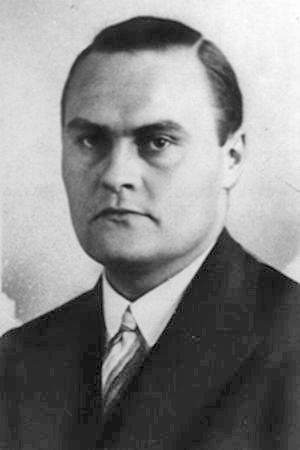
Josef Wirmer

Josef Wirmer (19 de março de 1901 – 8 de setembro de 1944) foi um jurista alemão e combatente da resistência contra o regime nazista. 

## Vida
Nascido em Paderborn, Josef Wirmer era de uma família católica de professores. Seu pai era diretor de um ginásio (escola). Após seu Abitur em Warburg, ele estudou direito em Freiburg e Berlim. Naquela época, as visões democráticas de Wirmer estavam em grande contraste com a visão monarquista predominante nos círculos de ensino, e isso valeu-lhe o abelido de "Wirmer, o vermelho". Após seus exames para advogado estagiário (1924) e sua graduação para funcionário público (1927), Josef estabeleceu-se em Berlim como advogado. Lá, na política, ele começou a apoiar o Partido do Centro, a ala da esquerda social a que pertencia. Era sua grande esperança estabelecer uma grande coalizão com os Sociais-Democratas. Após o Machtergreifung, Josef Wirmer opôs-se aos nazistas por convicções democráticas e preocupações com o Estado de direito. Devido a sua firme defesa daqueles que sofriam perseguição racial, Wirmer foi expulso da Liga Nacional Socialista de Advogados (Rechtswahrerbund). Ele não gostou do desfecho da Reichskonkordat com o Vaticano. Se, como alguns acreditam, ele tentou fazer com que o então Cardeal Secretário de Estado Eugenio Pacelli, que mais tarde se tornou o Papa Pio XII, intervisse pessoalmente, não pode ser provado por nenhuma fonte da época.
Em 1936, Wirmer entrou em contato com os círculos de resistência sindical de Jakob Kaiser. A partir de 1941, ele pertenceu ao círculo de Carl Friedrich Goerdeler. Todas as pesquisas históricas concordam que Wirmer conseguiu, na resistência, superar, com os seus contatos pessoais, certas barreiras que tradicionalmente permaneciam entre grupos como os sindicalistas e os sociais-democratas, os círculos religiosos e as velhas elites nobres. Wirmer apoiou desde o início o plano de Claus Schenk von Stauffenberg para assassinar Hitler.  

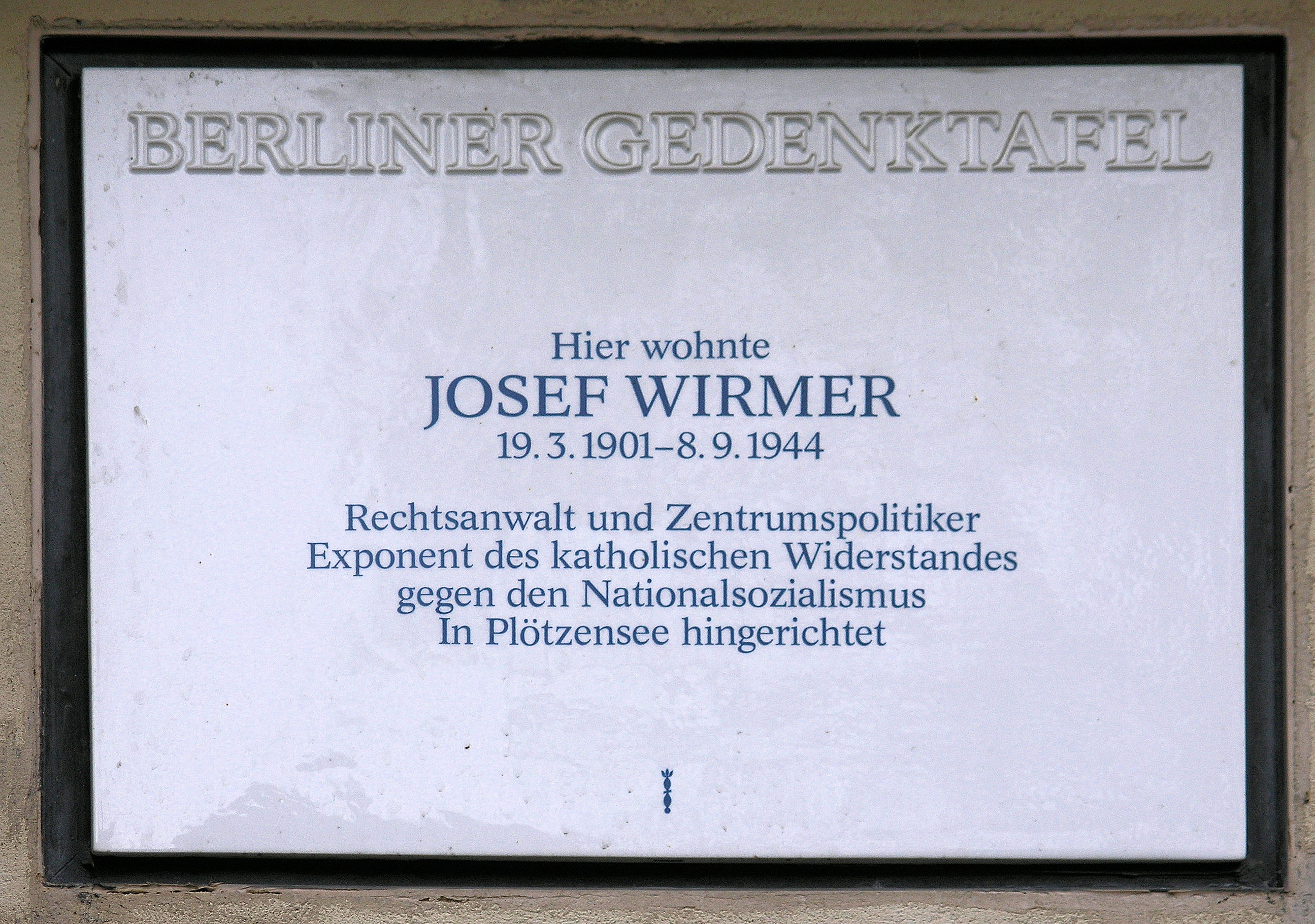
Placa memorial de Josef Wirmer em Lichterfelde-Berlim

Após o plano de Stauffenberg falhar e Hitler sobreviver ao bombardeamento do Wolf's Lair na Prússia Oriental em 20 de julho de 1944 – Josef Wirmer teria sido Ministro da Justiça se o plano tivesse funcionado – Wirmer foi preso em 4 de agosto. A sua aparição ante o Volksgerichtshof foi gravada nas gravações da corte em um filme que foi secretamente feito por ordens de Hitler. Quando Roland Freisler, que presidiu a corte, acusou Wirmer de ter uma atitute covarde,
"Joseph Wirmer, sim, você pertence a uma facção negra (negra significava, na época, Partido Católico de Centro), sim, é por isso que você foi trazido, não pode ser por outro motivo. É estranho. O quão importante teria sido a posição de advogado civil para que você nunca tenha se tornado soldado naquela idade. E a partir daí, você foi mobilizado, o que também explica a sua atitude, que você primeiro espera, até que alguém o mobilize. Belo velhaco. (Gritando alto) Sim, sim, sim, belo velhaco!"
ele respondeu,
"Quando eu enforcar, não terei medo, mas você terá!"
Quando Freisler replicou que logo Wirmer iria para o inferno, ele respondou com uma "reverência cortês",
" Eu esperarei pela sua iminente chegada, Sr. Presidente!"
" Eu esperarei pela sua iminente chegada, Sr. Presidente!"

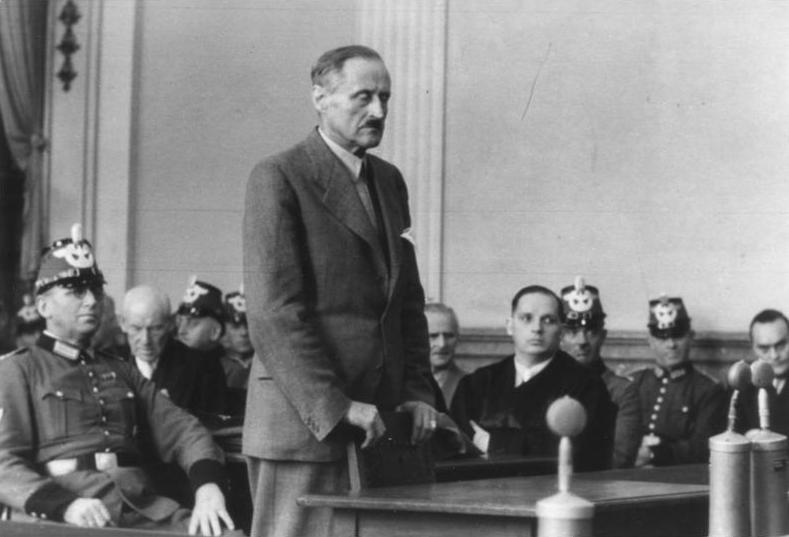
Ulrich von Hassel (em pé) e Josef Wirmer (extrema direita) no Tribunal do Povo em 1944

Em 8 de setembro de 1944, Josef Wirmer foi setenciado à morte pelo Volksgerichtshof. Duas horas após a sentença ter sido dada no julgamento encenado, Wirmer foi enforcado com uma corda de arame na Plötzensee Prison em Berlim. Roland Freisler morreu cinco meses depois durante um bombardeio aéreo dos Aliados.

## A bandeira de Wirmer

O desenho de uma nova bandeira alemã de Wirmer, 1944

Ocupando-se das longas controvérsias cercando a bandeira da Alemanha após a Primeira Guerra Mundial e de antigas propostas feitas pelo vexilologista Ottfried Neubecker, Wirmer desenhou uma bandeira nacional baseada na Cruz Nórdica. O seu desenho foi pensado como uma proposta para uma nova bandeira alemã caso os conspiradores da trama de 20 de julho assumissem o poder após uma tentativa bem-sucedida de assassinar Hitler por Stauffenberg. A partir de então, Wirmer se aproximou de círculos conservadores que desprezavam o tricolor preto, vermelho e dourado da República de Weimar (e remediou a violação da regra da tintura).  
Após a guerra, quando a convenção de Herrenchiemsee da Alemanha Ocidental elaborou uma nova constituição em 1948, o design da bandeira de Wirmer foi novamente colocado em pauta. Apesar de inicialmente ter sido apoiado pelos delegados dos Democratas Cristãos e do Partido Alemão, o design acabou por ser rejeitado em favor de um antigo tricolor preto, vermelho e dourado. Nos anos 1950, a União Democrática Cristã, assim como o Partido Democrático Liberal, adotaram temporariamente a bandeira com a cruz como banner de seus partidos.
Recentemente, a bandeira de Wirmer passou as ser adotada pelos movimentos Neue Rechte, como a Hogesa ou para o NRW, e é comumente apresentada em manifestações do Pegida. Isso é condenado por muitos, que veem o fato como um insulto a resistência, mas outros afirmam que o uso da bandeira de Wirmer é justificado, e os grupos mencionados antes afirmam que eles resistem como a resistência alemã resistiu.

## Literatura
- Friedrich G Hohmann (Hg.): Deutsche Patrioten in Widerstand und Verfolgung 1933-1945 : Paul Lejeune-Jung - Theodor Roeingh - Josef Wirmer - Georg Frhr. von Boeselager. Schöningh ISBN 3-506-73935-2
- Josef Wirmer - ein Gegner Hitlers. Essays and Documents, 2. Aufl. 1993 ISBN 3-922032-25-7
- Annedore Leber (publisher): Das Gewissen steht auf : 64 Lebensbilder aus d. dt. Widerstand 1933 - 1945 / gesammelt von Annedore Leber. Hrsg. in Zusammenarb. mit Willy Brandt u. Karl Dietrich Bracher. 10. Aufl., Berlin 1963 ISBN B0000BKS1R
- Jan Schlürmann:  Die „Wirmer-Flagge“ - die wechselhafte Geschichte eines vergessenen Symbols der deutschen Christlichen Demokratie, in: Historisch-Politische Mitteilungen. Archiv für Christlich-Demokratische Politik 22 (2015), p. 331-342.